# Шибряев, Филипп Дмитриевич
Филипп Дмитриевич Шибря́ев (ок. 1899 — ок. 1983, Москва) — специалист мукомольного и крупяного производства, лауреат Сталинской премии.

## Биография
Участник Гражданской войны, в 1920 года военный комиссар 1-го Ферганского кавалерийского полка. Награждён орденом Боевого Красного Знамени.
В 1935 году инструктор-крупчатник Главмуки.
В 1939 году уполномоченный Наркомзага по Казахской ССР, награждён орденом Тр. Кр. Знамени за перевыполнение плана хлебозаготовок.
С 9 апреля 1940 года заместитель наркома заготовок СССР по мукомольно-крупяной промышленности.
С 1942 года директор Московского мелькомбината имени А. Д. Цюрупы. В июле 1945 г. награждён орденом Отечественной войны I степени.

## Награды и премии
- Сталинская премия второй степени (1951) — за разработку и внедрение улучшенного сортового помола пшеницы
- орден Красного Знамени
- ордена (1939, 1945)